# Julianadorp (Paesi Bassi)

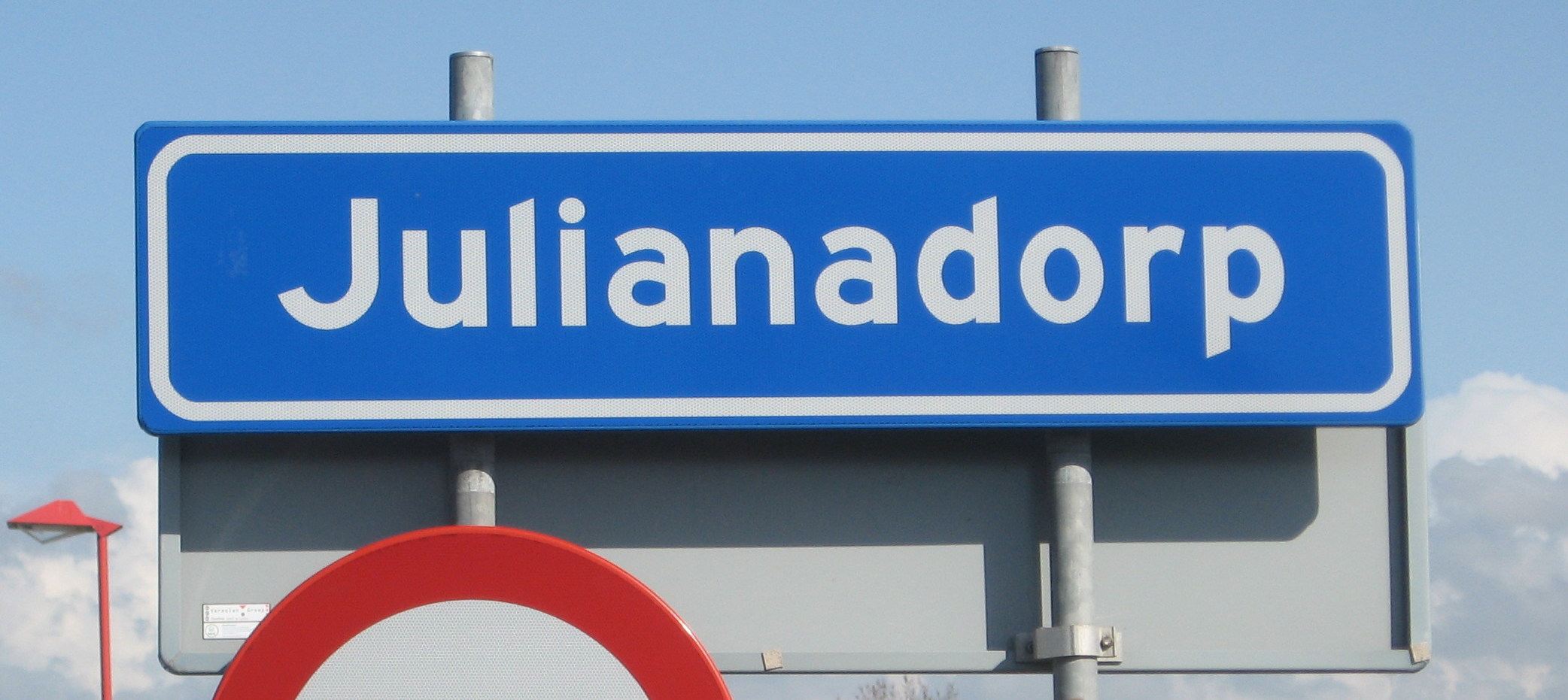
Insegna del villaggio

Julianadorp (14.000 ab. ca.) è un villaggio sul Mare del Nord del nord-ovest dei Paesi Bassi, facente parte della provincia della Olanda Settentrionale e situato nella regione di Kop van Noord-Holland; dal punto di vista amministrativo, si tratta di una frazione del comune di Den Helder. Prende il nome dalla regina Giuliana dei Paesi Bassi.

## Geografia fisica
Julianadorp si trova nella parte nord-occidentale della provincia della Olanda Settentrionale, a nord di Callantsoog e a sud del centro di Den Helder (da cui dista 7,5 km e a nord-ovest di Breezand. Il villaggio è situato nel polder Het Koegras; la sua parte occidentale è bagnata dal Mare del Nord.

## Storia
Il villaggio fu fondato nel 1909 da P. Loopuyt, che fece costruire una chiesa attorno alla quale creò una piccola buurtschap, dandole il suo nome.
Dato che in quell'anno, segnatamente il 30 aprile, era nata anche l'erede al trono Giuliana (Juliana), nell'ottobre 1909 fu chiesto alla regina Guglielmina se il neonato villaggio di Loopuyt potesse essere ribattezzato "Julianadorp" (letteralmente "villaggio di Giuliana") proprio in onore della futura regina.
Il nome fu cambiato nuovamente soltanto nel corso della seconda guerra mondiale, quando divenne Loopuytdorp, dalle truppe di occupazione tedesche, che volevano evitare chiari riferimenti alla famiglia reale olandese.

## Società

### Evoluzione demografica
Al censimento del 2011, Julianadorp contava una popolazione pari a 13.850 abitanti. La località ha risentito di un lieve calo demografico rispetto al 2008, quando contava 14.130 abitanti e al 2001, quando ne contava 14.400.

## Geografia antropica

### Suddivisioni amministrative
Buurten
- Boterzwin
- Doorzwin
- Kruiszwin
- Loopuytpark
- Malzwin

Buurtschappen
- Noorderhaven

Fa parte del villaggio - pur non essendo una suddivisione amministrativa ufficiale - anche la stazione balneare di Julianadorp aan Zee.

## Sport
- La squadra di calcio locale è il JVC Julianadorp.[5]
- La squadra di basket locale è il JBC/Noorderhaven, fondata nel 1972[6]
- La squadra di pallamano locale è il JHC Julianadorp[7]

|  |